# HMCS Bonaventure (CVL 22)
«Бонавентюр» (англ. HMCS Bonaventure (CVL 22) — британський легкий авіаносець типу «Маджестік», переданий ВМС Канади.

## Історія створення
Авіаносець був закладений на верфі «Harland & Wolf» у Белфасті 27 листопада 1943 року, спущений на воду 27 лютого 1945 року. Але у зв'язку із завершенням Другої світової війни будівництво припинили.
У 1952 році недобудований авіаносець придбала Канада для заміни авіаносця «Магніфішент». Корабель був добудований за модернізований проектом і вступив у стрій 17 січня 1957 року. Свою назву отримав на честь острова Бонавентюр (фр. Île Bonaventure) в затоці Святого Лаврентія.

## Конструкція
На відміну від початкового проєкту, авіаносець отримав кутову польотну палубу (кут відхилення від діаметральної площини корабля - 8°), американське озброєння та РЛС. 
Польотна палуба оснащувалась паровою катапультою BS-4 та дзеркальною системою посадки. Літаки піднімались наверх двома літакопідйомниками розмірами 16,5 x 10,4 м. 
Артилерійське озброєння складалось з восьми 40-мм зенітних автоматів «Бофорс» та чотирьох 76-мм гармат американського виробництва. Під час модернізації 1966—1967 років 76-мм гармати були демонтовані.

## Історія служби
Корабель при вступі у стрій отримав позначення RML-22, потім RRSM-22, з 1961 року — CVL-22. 
«Бонавентюр» базувався у Галіфаксі та використовувався як багатоцільовий авіаносець. У 1961 році він був перекласифікований у протичовновий авіаносець. 
Під час Карибської кризи разом з американськими кораблями брав участь в морській блокаді Куби.
У 1966—1967 роках корабель пройшов модернізацію. Але в межах програми уніфікації канадських збройних сил (англ. Unification of the Canadian Armed Forces) 3 липня 1970 року авіаносець виключили зі складу флоту 1971 року й продали Тайваню на злам.